# Krupnokljuni galeb
Krupnokljuni galeb (pacifički galeb, debelokljuni galeb; lat. Larus pacificus) vrlo je velik galeb, podrijetlom s australskih obala. Uobičajno boravi na područjima između Carnarvona na zapadu i Sydneya na istoku, iako je u nekim dijelovima jugoistoka postao rijedak, kao rezultat natjecanja s južnim galebom, koji se "sam uveo" tijekom 1940-ih. 
Mnogo je veći od sveprisutnog srebrnastog galeba, ali ni približno toliko raširen. Pacifički galebovi obično su sami ili u parovima, lete oko obale, neprestano patroliraju visoko iznad obale ili se (ponekad) penju visoko na vjetru kako bi s velike visine bacili školjku ili morskog ježa na stijene. 

## Taksonomija
Pacifički galeb prvi je opisao engleski ornitolog John Latham 1801. godine uz pomoć crteža Thomasa Watlinga, gdje je lokalno ime zabilježeno kao Troo-gad-dill. Njegov se specifični epitet odnosi na Tihi ocean. 
Poznate su dvije podvrste: tipična vrsta  L. p. pacificus s jugoistočne obale Tasmanije i L. p. georgii iz Južne Australije i Zapadne Australije.

## Opis
Pacifički galebovi jedini su od velikih galebova u njihovom području rasprostranjenosti, osim povremenih južnih galebova. Duljina jedinki ove vrste može biti od 58 do 66 cm, a raspon krila im je od 137 to 157 cm. Obično teže od 900 to 1180 grama. Ova je vrsta uglavnom bijela, tamnih krila i leđa i vrlo debelim (u usporedbi s drugim vrstama galebova), snažnim žutim kljunom s crvenim vrhom. Imaju žlijezde koje kroz nosnice izlučuju slanu vodu, što im omogućuje da piju vodu iz mora. Mlade ptice šareno-smeđe su boje po cijelom perju, a odraslo perje postižu tek postupno; do svoje četvrte godine, nakon čega je mladog pacifičkog galeba teško razlikovati od odrasle ptice. 
Od dvije podvrste, istočna vrsta preferira zaštićene plaže, dok se zapadna L. str. georgii obično nalazi čak i na izloženim obalama. Obje podvrste gnijezde se u parovima ili rastresitim kolonijama na obalnim otocima, praveći gnijezdo od trava i grančica na izloženom položaju i polažući dva ili tri šarena smeđa jaja. 

## Vanjske poveznice
|  | Zajednički poslužitelj ima još gradiva o temi Larus pacificus |
|  | Wikivrste imaju podatke o taksonu Larus pacificus             |